# Katholische Universität von Südsudan
Die Katholische Universität von Südsudan (englisch The Catholic University of South Sudan; kurz CUofSS; bis 2011 als Katholische Universität von Sudan (engl.: Catholic University of Sudan) bezeichnet) ist eine staatlich anerkannte, private Universität im Südsudan.

## Geschichte
Die Idee zu einer Katholischen Universität im Sudan wurde 2003 durch den Erzbischof von Khartum, Gabriel Kardinal Zubeir Wako initiiert. 2007 genehmigte die sudanesische Bischofskonferenz die Gründung mit dem Ziel, eine Führungselite nach jahrzehntelangen kriegerischen Auseinandersetzungen im Sudan aufzubauen. Die Eröffnung erfolgte im Jahre 2008. Der US-amerikanische Jesuit Michael Schultheis wurde als Gründungspräsident gewonnen; er war erster Universitätspräsident der Katholischen Universität von Ghana.
Schultheis baute eine Gründungspartnerschaft mit der Gonzaga University der Jesuiten in Spokane im US-Bundesstaat Washington auf sowie eine Unterstützung durch die United States Agency for International Development (USAID)/American Schools and Hospitals Abroad (ASHA) sowie MSAADA Architects, einem Non-Profit-Architekturbüro, auf. Weitere Partnerschaften mit Hilfswerken sowie mit ostafrikanischen, kanadischen und US-amerikanischen Universitäten wurden geknüpft – auch um qualifiziertes Lehrpersonal zu bekommen, was bislang eine der größten Herausforderungen der Universität darstellt.
Der Universitätscampus Juba soll permanent im zentralen Stadtteil Nabari errichtet werden. Erzbischof Paulino Lukudu Loro legte dazu am 16. November 2013 den Grundstein.

## Organisation
Die Katholische Universität wird von der sudanesischen Bischofskonferenz getragen. Seit 2012 existiert eine Affiliation mit der Katholischen Universität von Ostafrika (CUEA) in Nairobi; die ersten Abschlüsse wurden im selben Jahr verliehen.
In Juba werden sozial- und wirtschaftswissenschaftliche Fächer angeboten, in der Provinzhauptstadt Wau seit 2010 Agrar- und Erziehungswissenschaften. Ein Ableger in der sudanesischen Hauptstadt Khartum war zunächst geplant, wurde jedoch nicht realisiert.